# هوجو یاسوتوکی
هوجو یاسوتوکی (北条 泰時؛ ۱ ژانویهٔ ۱۱۸۳ – ۱۴ ژوئیهٔ ۱۲۴۲) سومین شیکن از شوگون‌سالاری کاماکورا در ژاپن بود. پسر ارشد وی هوجو توکیئوجی قرار بود پس از پدر شیکن شود ولی سلامتی خود را از دست داد و قبل از پدر در سن ۲۷ سالگی درگذشت.
هوجو توموتوکی برادر کوچکترِ هوجو یاسوتوکی و از خاندان هوجو (شاخه ناگوئه) بود، اما پس از مرگ یاسوتوکی، نوه وی هوجو تسونه‌توکی، پسر هوجو توکیئوجی، از شاخه اصلی خاندان هوجو جانشین وی و چهارمین شیکن شد.

## زندگی
هوجو یاسوتوکی در سال ۱۱۸۳ (سال دوم جوئی) به عنوان پسر هوجو یوشیتوکی، شیکن دوم به دنیا آمد. نام کودکی او «کونگوئو» بود. گفته می‌شود که مادر او آوا نو تسوبونه، یک سوکوشیتسو (زن غیراصلی) بود.
او از دوران کودکی اراده ای قوی و با ملاحظه داشت و حتی میناموتو نو یوریتومو، اولین شوگون از شوگون‌سالاری کاماکورا، امید زیادی به آینده او داشت. کتاب تاریخی «آزوما کاگامی»، که در دوره کاماکورا نوشته شده است، حادثه‌ای را توصیف می‌کند که در آن او در ۱۰ سالگی اجمالی از پتانسیل بزرگ خود را نشان داد. یک بار، یک ملازم با اسب از کنار کونگوئو عبور کرد. وقتی میناموتو نو یوریتومو از این موضوع مطلع شد، از اینکه به کونگوئو، برادرزاده خود بی‌احترامی کرده بود، عصبانی شد. سپس به عنوان یک بهانه موقت، گوکه‌نین به دروغ شهادت داد که به او احترام گذاشته است. در این زمان، کونگوئو با رعیت‌ها صحبت کرد و از آنها دفاع کرد و گفت: «به من بی‌احترامی نشده است.» گفته می‌شود که Minamoto no Yoritomo تحت تأثیر اخلاق و شخصیت کونگوئو قرار گرفت و شمشیر ژاپنی مورد علاقه خود را به عنوان جایزه به او داد.
پس از این اتفاق، میناموتو نو یوریتومو در هر فرصتی از کونگوئو حمایت می‌کرد. هنگامی که در سال ۱۱۹۴ (سال پنجم کنکیو) در سن ۱۳ سالگی گنپوکو یا جشن بزرگسال شدن خود را جشن گرفت، یک کاراکتر کانجی، «یوری» را به او داد و او را به نام «هوجو یوریتوکی» نامید. نام یاسوتوکی که در سال‌های بعد از آن استفاده می‌کرد، مشخص نیست.
پس از مرگ میناموتو نو یوریتومو در سال ۱۱۹۹، او در خدمت میناموتو نو یوری‌ایه، دومین شوگون شوگون‌سالاری کاماکورا بود و بار دیگر قدرت شخصیت خود را نشان داد. او از طریق دستیاران نزدیک خود به استاد خود که تمام وقت خود را صرف بازی با توپ می‌کند، نصیحت می‌کند. این موضوع میناموتو نو ییوری‌ایه، دومین شوگون شوگون‌سالاری کاماکورا را به شدت خشمگین کرد. با این حال، به گفته آزوما کاگامی، هوجو یاسوتوکی اصلاً به خشم میناموتو نو یوری‌ایه، دومین شوگون شوگون‌سالاری کاماکورا اهمیتی نداد. همچنین، از همان زمان، او شروع به بیان نظرات خود به پدرش، هوجو یوشیتوکی کرد.
در سال ۱۲۰۰ (شوجی ۲)، ساساکی سونتاکا، رعیت برجسته میناموتو نو یوریتومو برکنار شد و قلمرو او مصادره شد.
اگرچه او بعداً بخشیده شد، اما تنها یک قلمرو به او بازگردانده شد. در مورد این موضوع، هوجو یاسوتوکی نظر خود را به پدرش یوشیتوکی هوجو بیان کرد و گفت: «تمام زمین‌های مصادره شده سرزمینی بود که ساساکیسونتاکا از طریق پیروزی خود در نبرد به دست آورده بود. از آنجایی که جرایم او بخشیده شده است، این حق است که تمام قلمرو را برگردانید.»

## حضور در نبرد وادا
در سال ۱۲۰۲ (سال دوم کنین)، در سن ۲۰ سالگی، با دختر یک ملازم با نفوذ، میئورا یوشیمورا، ازدواج کرد و در سال ۱۲۰۳ (سال سوم کنین) با پسر بزرگش، هوجو توکیجی به دنیا آمد. در سال ۱۲۱۲ (سال دوم کنرکی)، دومین پسر،
هوجوتوکیزانه، به دنیا آمد.
در این دوره، خاندان هوجو شاهد قتل میناموتو نو یوری‌ایه، دومین شوگون از شوگون‌سالاری کاماکورا، توسط پدربزرگ و شیکن اول، هوجو توکیماسا، سقوط هوجو توکیماسا و انتصاب پدرش، هوجویوشیتوکی، به عنوان شیکن دوم، اتفاقات بزرگ یکی پس از دیگری در حال وقوع بود. با این حال، هیچ حرکت قابل توجهی از هوجو یاسوتوکی وجود نداشته است.
نام هوجو یاسوتوکی برای اولین بار از نبرد وادا که در ماه مه ۱۲۱۳ (کنریوکو ۳) آغاز شد، مطرح می‌شود.
وادا یوشیموری از سامورایی دوکورو بتو (رئیس سازمان مسئول نظارت بر ارتش، نیروی انتظامی و گوکه‌نین) مانعی برای هوجو یوشیتوکی شده بود تا او دولت خودکامه خود را ایجاد کند.
در این زمان، هوجو یاسوتوکی به سرعت از میناموتو نو سانه‌تومو، سومین ژنرال شوگون‌سالاری کاماکورا محافظت کرد و کمک زیادی به پیروزی در نبرد کرد. پس از جنگ، منطقه تودا در ولایت موتسو (در حال حاضر استان‌های آئوموری، ایواته، میاگی و فوکوشیما) جایزه یا غنیمت جنگی پس از جنگ برای مشارکت‌های برجسته دریافت کرد: به او قلمرو منطقه تودا، استان میاگی امروزی داده شد اما او نپذیرفت و گفت: «طبیعی است که من با دشمن پدرم هوجو یوشیتوکی بجنگم. لطفاً قلمرو را به شخص دیگری بدهید.»
رفتار متواضعانه او باعث ستایش او از سوی ملازمانش شد و محبوبیت بیشتری پیدا کرد. پس از آن، در سال ۱۲۱۸ (کنپو ۶)، او به عنوان سامورایی دوکورو منصوب شد. او به بالاترین افسر نظامی در شوگون‌سالاری کاماکورا تبدیل شد.

## در جنگ جوکیو به عنوان فرمانده کل ارتش شوگون‌سالاری کاماکورا پیروز شد
در سال ۱۲۱۹، یک حادثه بزرگ رخ داد که در آن میناموتو نو سانه‌تومو، سومین شوگون از شوگون‌سالاری کاماکورا، توسط برادرزاده‌اش کوگیو (راهب) در معبد تسوروگائوکا هاچیمانگو ترور شد. از آنجا که میناموتو نو سانه‌تومو فرزندی نداشت، خط مستقیم خاندان میناموتو منقرض شد. امپراتور بازنشسته امپراتور گو-توبا که به دنبال فرصتی برای بازگرداندن اقتدار دربار امپراتوری بود، از این فرصت استفاده کرد. در سال ۱۲۲۱ (جوکیو ۳)، «اینسن» (اینسن: سند صادر شده با دستور امپراتور بازنشسته) برای دستگیری هوجو یوشیتوکی صادر شد و «جنگ جوکیو» آغاز شد.
در کاماکورا، بلافاصله میان گوکه‌نین‌ها گفتگو شد، اما بسیاری از گوکه‌نین‌ها تمایلی به جنگیدن با دربار نداشتند. در وهله اول، هیچ‌کس در تاریخ هرگز با مخالفت با دربار امپراتوری پیشرفت نکرده بود. با این حال، هوجو یوشیتوکی با زیرکی نبرد بین خاندان هوجو و دربار امپراتوری را به نبرد بین شوگون‌سالاری کاماکورا و دربار امپراتوری تغییر داد و خواهرش، همسر قانونی میناموتو نو یوریتومو، هوجو ماساکو، و شوگون‌سالاری کاماکورا را در صف مقدم قرار داد. به این ترتیب، طرحی برای بسیج ارتش و حمله به کیوتو اتخاذ شد. در این زمان هوجو یاسوتوکی به عنوان فرمانده کل ارتش شوگون‌سالاری کاماکورا انتخاب شد.
ارتش شوگونی کاماکورا که از کاماکورا خارج شد در مجموع ۱۹۰۰۰۰ سرباز داشت، ارتش توکایدو به رهبری هوجو یاسوتوکی ۱۰۰۰۰۰، ارتش توساندو ۵۰۰۰۰ و ارتش هوکوریکو ۴۰۰۰۰ سرباز داشت.
هوجو یاسوتوکی ابتدا جنگ را در ولایت اُواری (استان آیچی غربی کنونی) آغاز کرد و سپس در اومی کونینورو (شهر کوساتسو کنونی، استان شیگا) اردو زد. شروع به راهپیمایی به سمت کیوتو کرد.
در این زمان، هوجو یاسوتوکی به اوجی (شهر کنونی اوجی، استان کیوتو) که از زمان‌های قدیم به عنوان یک مکان استراتژیک در نظر گرفته می‌شد، توجه کرد. برای محافظت از کیوتو، ارتش امپراتوری یک خط دفاعی قوی در اوجی ایجاد کرد و شدیدترین نبرد جنگ جوکیو اتفاق افتاد.
با این حال، ارتش شوگونی کاماکورا در برابر جریان تند رود اوجی و باران تیر و کمان مبارزه کرد و بارها در تلاش برای عبور از رودخانه شکست خورد. هوجو یاسوتوکی نیز خونسردی خود را از دست داد و نه تنها به پسر ۱۹ ساله‌اش هوجوتوکیوجی دستور داد که از رودخانه عبور کند و به او گفت: «یادت باشد اینجا جایی است که باید بمیری»، بلکه خودش نیز با اسب سعی کرد از رودخانه عبور کند.
سرانجام ژنرال خشن ساساکی نوبوتسونا با وجود غرق شدگان فراوان موفق شد از رودخانه عبور کند و ارتش شوگون‌سالاری کاماکورا به کیوتو حمله کرد. در نتیجه، امپراتور بازنشسته گوتوبا از مقاومت خود دست کشید و دستور خود برای دستگیری و کشتن یوشیتوکی هوجو را پس گرفت و به نبرد پایان داد. در نهایت ارتش شوگون‌سالاری کاماکورا به پیروزی کامل دست یافت.
پس از جنگ جوکیو، هوجو یاسوتوکی در کیوتو ماند و به امور پس از جنگ رسیدگی کرد. در کاماکورا، رده‌های بالای شوگون‌سالاری کاماکورا یک سری ارزیابی‌ها (جلسه) برگزار کردند و تصمیم گرفتند خانواده امپراتوری، اشراف دربار و سامورایی را که طرف دربار امپراتوری بودند، مجازات کنند. هوجو یاسوتوکی، که در کیوتو باقی مانده بود، این تصمیم را اجرا کرد.
در همان زمان، جوایزی برای خدمات شایسته نیز برگزار شد و بیش از ۳۰۰۰ فیف مصادره شده از دربار امپراتوری بین رعیت‌هایی که نقش فعالی داشتند، توزیع شد. در نتیجه، قدرت سامورایی‌ها به‌طور چشمگیری گسترش یافت.
با این حال، به دلیل انحلال اشراف نظامی در اطراف کیوتو در نتیجه جنگ جوکیو، «کیبیشی» که در اصل مسئول حفظ نظم عمومی در کیوتو بود، ضعیف شدند. هوجو یاسوتوکی و دیگران در کیوتو نیز مسئولیت نظارت نظامی را بر عهده گرفتند. این کار نظارتی اساس روکوهارا تاندای (یک دفتر شعبه شوگون‌سالاری کاماکورا) شد. پس از آن، روکوهارا تاندای نقش مهمی به عنوان یک نهاد نگهدارنده و یک آژانس سیاسی تا سقوط شوگون‌سالاری کاماکورا ایفا کرد.

### انتصاب به عنوان شیکن و آغاز اصلاحات سیاسی
پس از مرگ یوشیتوکی هوجو در سال ۱۲۲۴ (سال اول جنین)، هوجو یاسوتوکی نایب السلطنه سوم شد، اگرچه اختلاف بر سر وراثت (حادثه خاندان ایگا) وجود داشت.
حادثه ایگا، یک اختلاف ارثی، دربارهٔ همسر دوم پدر هوجو یاسوتوکی، ایگا نو کاتا بود که با برادر بزرگترش «ایگا میتسومونه» و پسرش «هوجو ماسامورا» تبانی کرد. ماسامورا: برادر ناتنی هوجو یاسوتوکی) تلاشی ناموفق برای انتصاب او به عنوان جانشین خود بود. در این زمان، ایگا میتسومونه تبعید شد، اما هوجو ماسامورا که بر سر جانشین او جنگیده بود، باقی ماند که یک بار دیگر عظمت هوجو یاسوتوکی را نشان داد.
بلافاصله پس از آن، در سال ۱۲۲۵ (سال دوم جنین)، عمه او هوجو ماساکو، که نفوذ پنهانی به عنوان «راهبه شوگون» داشت، بر اثر بیماری درگذشت. اداره شوگون‌سالاری به دوش هوجو یاسوتوکی سپرده شد. فلسفه سیاسی مورد حمایت در اینجا «دشمن‌نسازی» بود. اگرچه خاندان هوجو در راس گوکه‌نین‌ها سلطنت می‌کرد، اما آنها سعی کردند سیستمی را ایجاد کنند که در آن تصمیم‌های مختلف از طریق مشورت گرفته می‌شد.
برای این منظور، اولین گام، انتشار «سیستم امضای متقابل» بود. هم امضا کننده موقعیتی است که به نایب السلطنه کمک می‌کند و می‌توان آن را معاون نایب السلطنه نیز نامید. این نام از این واقعیت ناشی می‌شود که اسناد صادر شده توسط شوگون‌سالاری کاماکورا همراه با نایب السلطنه امضا شده است. اولین مستعفی عموی هوجو یاسوتوکی «هوجو توکیفوسا» بود که به عنوان «ریوشیککن» (متشکل از نایب السلطنه اصلی و نایب السلطنه) منصوب شد.
علاوه بر این، به عنوان سازمانی برای حمایت از این سیستم دو سر، یک «هیوجوشو» (گروه ارزیابی) متشکل از ملازمان تأثیرگذار تأسیس شد. نقش اصلی آن تصمیم‌گیری در مورد مسائل قضایی و اداری و همچنین قوه مجریه است و دارای ۱۴ تا ۱۵ عضو است.
این سیستم از «سیستم شورای ۱۳ نفره» الهام گرفته شده بود که در اوایل دوره کاماکورا اعمال می‌شد و یکی از اهداف آن تحکیم وحدت گوکه‌نین‌ها بود. در سال ۱۲۲۶ (سال دوم کاروکو)، او از خاندان کوجو از خاندان‌های سکه (خانواده فوجیوارای شمالی، که نایب السلطنه‌ها را تولید می‌کرد و کانپاکو که به امپراتور کمک می‌کرد به عنوان چهارمین شوگون از کاماکورا منصوب شد) آورده شد. در حالی که هوجو یاسوتوکی کنترل دولت را به دست گرفت. این «حکومت استبدادی» را کامل می‌کند. از آن زمان به بعد، سیستمی که در آن خاندان هوجو از شوگون دست‌نشانده حمایت می‌کرد تا سقوط شوگون‌سالاری کاماکورا ادامه یافت.
در همین حال، ساختمان‌های دولتی جدید نیز در راستای اصلاحات سیاسی ساخته شد و به مدت ۴۵ سال از زمان تأسیس شوگون‌سالاری کاماکورا، ساختمان شوگون‌سالاری کاماکورا که در اوکورا (یوکینوشیتا، شهر کاماکورا، استان کاناگاوا فعلی) قرار داشت، جایگزین شد. توسط تسوجیکو اوتسونومیا، همچنین در کاماکورا اوتسو نو میازوشی: به کوماچی، شهر کاماکورا، استان کاناگاوا منتقل شد. علاوه بر این، دولت «اوبانیاکو» را برای حفاظت از کاماکورا سازماندهی مجدد کرد و به وضوح سیستم سیاسی را تجدید کرد. این همچنین اعلامیه ای بود که رژیم هوجو یاسوتوکی دنیای جدیدی را باز خواهد کرد.

## آب و هوای غیرعادی و شیوع قحطی
با این حال، با وجود اشتیاق او به سیستم سیاسی جدید، دوران کانکی (۱۲۲۹–۱۲۳۲) دوره سختی برای هوجو یاسوتوکی هم در زندگی حرفه ای و هم در زندگی خصوصی او بود.
ابتدا در سال ۱۲۲۹ (سال اول کانکی)، برلی پسر دومش توکی هوجو حادثه ای رخ داد که در آن مینورو توسط یک خدمتکار کشته شد. علاوه بر این، سال بعد، ۱۲۳۰، پسر ارشد او هوجو توکیوجی در سن ۲۸ سالگی در اثر بیماری درگذشت. هوجو یاسوتوکی پسر بزرگ و پرافتخار خود، هوجو توکیوجی را از دست داد، پسری که امید زیادی به او داشت که «شایسته سپردن امور آینده خود به او باشد».
بلافاصله پس از آن، دختر او که با یک ملازم قدرتمند به نام میئورا یاسومورا ازدواج کرده بود، دچار بدبختی غم‌انگیز مرگ مادر و فرزند در هنگام زایمان شد و به این ترتیب او فرزندان خود را یکی پس از دیگری از دست داد.
بلایای طبیعی و قحطی نیز به مجمع الجزایر ژاپن رسید. اول از همه، در ژوئن ۱۲۳۰، زمانی که هوجو توکیوجی و دخترش مردند، ولایت موساشی (استان سایتاما فعلی، ۲۳ بخش توکیو و بخشی از استان کاناگاوا) و استان مینو نوکونی: بلای طبیعی موج سرما به شکل بارش برف در جنوب استان گیفو امروزی ظاهر شد.
تقویم در آن زمان تقویم قمری بود که از حرکت خورشید و ماه محاسبه می‌شد. ژوئن در این تقویم مطابق با اواخر ژوئیه فعلی است. به عبارت دیگر در تابستان برف بارید. کیوتو نیز تحت تأثیر موج سرد بی‌سابقه‌ای قرار گرفت و آزوما کاگامی نیز ثبت می‌کند که در ماه ژوئیه، «یخبندان آمد و شبیه هوای زمستانی بود». علاوه بر این، یک سری طوفان‌های شدید باران از اوت تا سپتامبر رخ داد و گیاهان به یکباره پژمرده شدند. با این حال، هنگامی که زمستان فرا می‌رسد، آب و هوا به‌طور کامل تغییر می‌کند و مانند اواسط تابستان گرم شذ. در کیوتو، شکوفه‌های گیلاس شکوفا شدند.
به دلیل این شرایط آب و هوایی غیرطبیعی، سال بعد، ۱۲۳۱، قحطی کانکی رخ داد. اسناد تاریخی مختلفی که در کیوتو باقی مانده است، صحنه‌ای را نشان می‌دهد که شبیه یک منظره جهنمی است، با تعداد بی‌شماری از گرسنگی مرده‌ها، مردمی که در طول مراسم برای گرفتن نذری رقابت می‌کنند و سرقت‌های بی‌سابقه. این کشور با بدترین چالش سیاسی داخلی از آغاز دوره کاماکورا مواجه بود.

## نحوه برخورد هوجو یاسوتوکی با قحطی
در پاسخ به قحطی کانکی، هوجو یاسوتوکی ابتدا به سرزمین‌های خود رفت، ولایت ایزو (شبه جزیره ایزو امروزی، استان شیزوئوکا و ولایت سوروگا (استان شیزوئوکا فعلی). دستور داده شد که برنج را به ثروتمندان مردم شمال شرق کشور اهدا کنند. برنج اهدایی «سویکومای» نام داشت و به عنوان بذر به کشاورزان قرض داده شد و با بهره به ثروتمندان بازگردانده شد. اما با توجه به وضعیت اضطراری، علاوه بر تمدید مدت بازپرداخت از کشاورزان، در صورت عدم امکان بازپرداخت، خود هوجو یاسوتوکی بازپرداخت را انجام می‌داد.
علاوه بر این، مالیات سالانه معاف شد و بار مردم عادی را کاهش داد. علاوه بر این اقدام‌های رسمی، خود هوجو یاسوتوکی نیز شیسوکن یاکوری (قوانین ترویج صرفه‌جویی) را صادر کرد. به‌طور خاص، مردم باید تعداد وعده‌های غذایی خود را کاهش دهند، مهمانی‌ها و سرگرمی‌های نوشیدنی را لغو کنند، از پوشیدن لباس‌های نو خودداری کنند و از استفاده از چراغ‌ها در شب خودداری کنند. محدودیت‌های غذایی به ویژه سختگیرانه بود و شاعر اهل کیوتو فوجیوارا نو تیکا در دفتر خاطرات خود به نام می‌گتسوکی Meigetsuki   نوشت که «حتی اگر بیمار نباشید، نمی‌توانید زندگی کنید». «من به معنای واقعی کلمه در آستانه مرگ از گرسنگی بودم.»
با این حال، حتی با این تلاش‌ها، غلبه بر قحطی دشوار بود و هوجو یاسوتوکی ممنوعیت قاچاق انسان را که قبلاً ممنوع شده بود، لغو کرد. در دوره‌های هی‌آن و کاماکورا، زمانی که بهره‌وری کشاورزی پایین بود، قاچاق انسان بخش مهمی از معامله‌های تجاری بود. آثار قحطی آنقدر شدید بود که چاره ای جز تحمل آن به عنوان یک اقدام اضطراری نداشتند. این اقدام ویژه تا سال ۱۲۳۹ ادامه یافت، که نشان می‌دهد عواقب قحطی کانکی نزدیک به ۱۰ سال به طول انجامید.

## ایجاد اولین قانون سامورایی ژاپنگوسیبای شیکیموکو
در حالی که قحطی بیداد می‌کرد، هوجو یاسوتوکی شروع به اصلاح سیستم کرد. نمونه بارز آن گوسیبای شیکیموکو است که در سال ۱۲۳۲ تأسیس شد. اولین قانون سامورایی ژاپن، متشکل از ۵۱ ماده، توسط هیوجوشو، گروهی از ملازمان تأثیرگذار گردآوری شده است. مطالب اصلی شامل وظایف شوگو و جیتو (موقعیت‌های مسئول زمین‌های خصوصی و مناطق تحت کنترل مستقیم) و قوانین مربوط به قلمرو است.
زمینه اجرای آن این بود که قحطی منجر به افزایش استبداد (رفتار خشن) در بین رهبران سرزمین و افزایش شدید دعاوی شده بود. تمام ملت ژاپن آنقدر خسته بودند که در خطر افتادن در وضعیت بی قانونی قرار داشتند مگر اینکه اصلاحات قانونی انجام شود. خود گوسیبای شیکیموکو فقط در حوزه نفوذ شوگون‌سالاری کاماکورا قابل اجرا بود، اما نه تنها بر اساس سوابق، اخلاقی و آداب و رسوم جامعه سامورایی بود، بلکه دارای نبوغی بود، مانند نوشتن در یک سبک ساده، و بلافاصله منتشر شد، در جامعه سامورایی در مناطقی که شوگون‌سالاری کاماکورا نفوذ کمی داشت، نفوذ کرد. علاوه بر این، قابل توجه است که تأثیر زیادی نه تنها در دوره کاماکورا، بلکه در قانون سامورایی در نسل‌های بعدی نیز داشت.
پس از آن، هوجو یاسوتوکی مهارت‌های سیاسی خود را یکی پس از دیگری به کار برد، مانند مذاکره با قدرت‌های معبد، نظارت بر گوکه‌نین منطقه  سایگوکو، صدور دستورها برای حفظ نظم عمومی در مکان‌های مختلف و اقداماتی برای بهبود اقتصاد پولی، و سخت تلاش کرد تا بازسازی شوگون‌سالاری کاماکورا با این حال، به دلیل فعالیت‌های سیاسی شدیدی که داشت، بیش از حد کار کرد و به اسهال خونی مبتلا شد. وی در ۶۰ سالگی در سال ۱۲۴۲ (سال سوم نینجی) چشم از جهان فروبست.
در معبد جوراکوجی (شهر کاماکورا، استان کاناگاوا)، هنوز مقبره ای وجود دارد که گفته می‌شود مقبره هوجو یاسوتوکی است.

## رابطه نزدیک بامیناموتو نو سانه‌تومو
رابطه  او با میناموتو نو سانه‌تومو، سومین شوگون از شوگون‌سالاری کاماکورا بسیار نزدیک بود. در سال ۱۲۱۳، میناموتو نو سانه‌تومو، سومین شوگون از شوگون‌سالاری کاماکورا، ۱۸ تن از دست نشاندگان خود ( کینجو (ملازمان نزدیک): افرادی که در کنار او خدمت می‌کردند) را برای ملازمی مدرسه منصوب کرد. نقش او بیان داستان‌های مردم ژاپن و چین بود. هوجو یاسوتوکی به عنوان رئیس مدرسه منصوب شد.
گفته می‌شود که میناموتو نو سانه‌تومو، سومین شوگون از شوگون‌سالاری کاماکورا، که به خوبی در شعر ژاپنی و هنرهای دیگر آشنا بود، به بورس تحصیلی هوجو یاسوتوکی علاقه زیادی داشت و از آن زمان این دو رابطه نزدیک برقرار کردند. بعدها، میناموتو نو سانه‌تومو، سومین شوگون از شوگون‌سالاری کاماکورا، استعداد خود را در زمینه هنر شکوفا کرد و کینکای واکاشو را گردآوری کرد: مجموعه ای از اشعار مربوط به اوایل دوره کاماکورا. از سوی دیگر، هوجو یاسوتوکی دانش خود را وقف سیاست کرد و اصلاحات حکومت شوگون را به وجود آورد. با وجود اینکه آنها در زمینه‌های مختلف حضور داشتند، اما همه آنها از روشنفکران برجسته زمان خود به‌شمار می‌رفتند.